# ギ酸無水物
ギ酸無水物 (Formic anhydride) またはメタン酸無水物 (methanoic anhydride) は、ギ酸 (HCOOH) の酸無水物である。
不安定であり加熱すると分解するが、低温低圧（20mmHgでの沸点は24℃）での蒸留によって単離することも可能である。分解は酸によって触媒され、ギ酸と一酸化炭素が生成する。
−78℃のエーテル中でフッ化ホルミルとギ酸ナトリウムを反応させることで合成できる。また、−10℃のエーテル中でギ酸とN,N'-ジシクロヘキシルカルボジイミド ((C6H11−N=)2C) を反応させることでも得られるほか、酢酸ギ酸無水物の不均化によって得ることも可能である。
オゾンとエチレンの気相反応でも検出されている。気相においては、分子は平面形をとる。